# جورج كويزنير

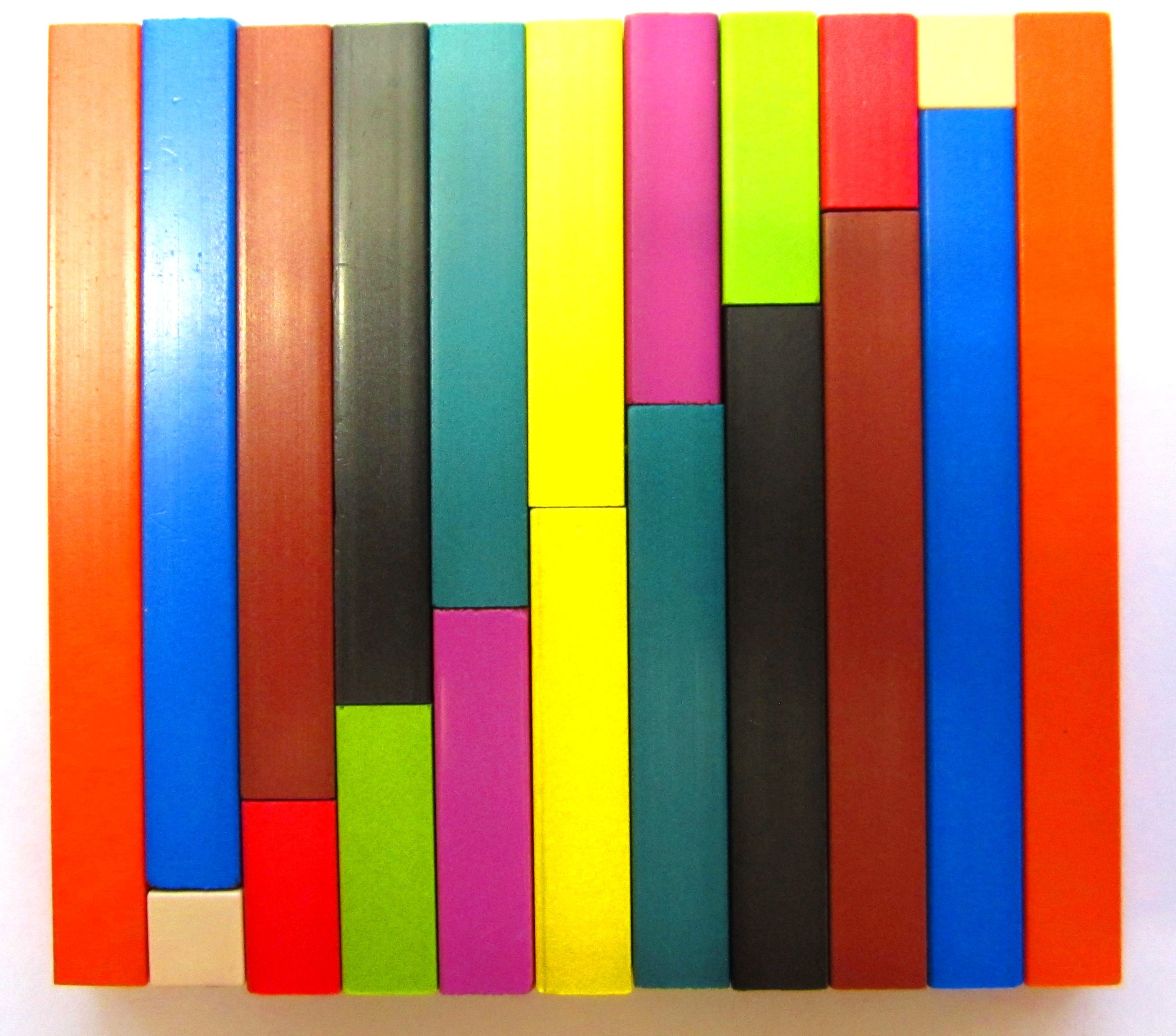
قضبان كويزينير في ترتيب "الدرج"

كان جورج كوزينير (1891–1975) ، المعروف أيضًا باسم إميل-جورج كوزينير ،  مدرسًا بلجيكيًا اخترع قضبان كوزينير، وهي مساعدة في تدريس الرياضيات.

## الحياة
كويزنير تخرج من المعهد الملكي للموسيقى في مونس ، حيث حصل على الجائزة الأولى لل كمان . كان مدرسًا في مدرسة ابتدائية في مدرسة Ville-Haute في ثوين من 26 أبريل 1912. في عام 1948 أصبح مؤسس ومدير مدرسة ثوين الصناعية.

## قضبان كويزينير
في عام 1945، بعد سنوات عديدة من البحث والتجريب، أنشأ كوزينير لعبة تتكون من شرائط من الورق المقوى الملون بأطوال مختلفة استخدمها لتعليم الرياضيات للأطفال الصغار. و في عام 1951 ظهرت الطبعة الأولى من أرقام وألوان، الكتيب الذي يشرح الطريقة، في بلجيكا.
وقد أحدثت طريقة «كويزينير رود» ثورة في تدريس الرياضيات من خلال الاعتراف بها من قبل التربويين وعلماء النفس في جميع أنحاء العالم كأداة ذات كفاءة استثنائية. تم اعتماد طريقته من قبل الآلاف من المعلمين في أكثر من ستين دولة.

## مرتبة الشرف
أصبح كوزينير ضابطًا في وسام ليوبولد 11 يناير 1986. في عام 1973 ، أوصت اليونسكو باستخدام الوسائل التعليمية في كويزيناير واقترحت إصلاح برامج تعليم الرياضيات بناء على أسلوبة.

## روابط خارجية
- شركة كوزينير : حائز على علامة تجارية مسجلة في المملكة المتحدة ، مع خلفية لجورج كوزينير